# Bertrand des Baux de Pertuis
Pour les articles homonymes, voir Bertrand des Baux (homonymie).
Bertrand des Baux de Pertuis est un noble provençal du XIIIe siècle, nommé commandant en chef de l'armée de Campanie en 1262.

## Généalogie
Fils unique de Guillaume de Forcalquier dit de Pertuis et de Alasacie de Baux (fille du vicomte de Marseille, Hugues de Baux et de son épouse Barale), il épouse le 30 août 1262 Dragonette. Il meurt entre le 13 avril 1274 (rédaction du testament) et le 4 mai 1277 (charte d'accord pour la validité de ce testament).

## Histoire
Le 12 mai 1262, il est nommé commandant en chef de l'armée de Campanie par Jourdain Conti Pironto, vice chancelier de l'église romaine.